# Tobias Tobbe Johansson
Tobias "Tobbe" Johansson, född 6 oktober 1982 i Skövde, är en svensk fotbollsspelare (anfallare) som representerat Örebro SK Fotboll och Skövde AIK.
Tobias slog igenom med A-lagsspel för moderklubben Skövde AIK som 16-åring i div.2 men hann även med att vinna skytteligan i både pojk- och juniorallsvenskan för Skövde AIK. År 2001 provspelade Tobias bland annat för Örebro SK Fotboll och ett halvår senare signerade den unga talangen ett treårskontrakt med den allsvenska klubben.
Några månader senare (11 juni 2002) gjorde Tobias i en B-lagsmatch mellan Örebro SK och IF Sylvia, 6 mål på 35 min (målrekord i Örebro SK Fotboll) och blev sedan utbytt i halvlek för att dagen därpå (12 juni 2002) göra sin A-lagsdebut för Örebro SK Fotboll som 19-åring, i en match mot Djurgårdens IF .
Tobias var därefter med i A-truppen i ÖSK och uttagen i laget vid ett antal matchtillfällen under säsongerna 2002-2003 () men fick avsluta sin fotbollskarriär redan som 21-åring p.g.a. menisk- och korsbandsskada.